# Шиља (Алба)
Шиља (рум. Șilea) насеље је у Румунији у округу Алба у општини Фарау. Oпштина се налази на надморској висини од 335 m.

## Становништво
Према подацима из 2002. године у насељу је живело 390 становника.

### Попис2002.
| Расподела становништва по националности 2002.‍ | Расподела становништва по националности 2002.‍ | Расподела становништва по националности 2002.‍ | Расподела становништва по националности 2002.‍ | Расподела становништва по националности 2002.‍ |
| --------------------------------------------- | --------------------------------------------- | --------------------------------------------- | --------------------------------------------- | --------------------------------------------- |
|                                               |                                               |                                               |                                               |                                               |
| Румуни                                        | Румуни                                        |                                               | 265                                           | 68,1%                                         |
| Мађари                                        | Мађари                                        |                                               | 124                                           | 31,9%                                         |